# Cartoon Network Aranylabda Bajnokság
A Cartoon Network Aranylabda Bajnokság a Cartoon Network Afrika indította 2012-es labdarúgó-bajnokság, amelyben a legjobb focitrükk győz. A bajnokságot Magyarországon, Lengyelországban, Hollandiában, Bulgáriában az Egyesült Királyságban, Belgiumban, Oroszországban és Romániában rendezték meg 2012-ben.

## Magyarország
Májusban tartottak egy megelőző rendezvényt. A magyarországi nevezőket a CartoonNetwork.hu-ra feltöltött kisfilmjeik alapján választotta ki a Képes Sport zsűrije a selejtezőben. A második fordulóban a honlap látogatói szavazhattak a versenyzőkre. A magyarországi győztes Szabó András Péter lett.
A romániai nyertes szintén magyar lett, ő Tamás Nándor, akit egyedüli magyarként választott be a zsűri a legjobb 20 romániai versenyző közé.

## Nyeremény
Az összes részt vevő országból a legtöbb szavazatot kapott versenyző egy londoni edzést kapott Robin van Persievel, amiről forgattak egy kisfilmet is. Ezt a CartoonNetwork.hu-n lehet megtekinteni.